# Peter Krüger (réalisateur)
Pour les articles homonymes, voir Peter Krüger et Kruger.
Peter Krüger (Gand, 1970) est un scénariste, réalisateur et producteur indépendant belge, également acteur.

## Filmographie partielle

### Comme réalisateur
- 1997 : Nazareth
- 1998 : Roberte's dans
- 1999 : Poets of Mongolia
- 2001 : The Eclipse of Sint-Gillis
- 2003 : Les thermes de Karlovy Vary, Tchéquie
- 2003 : De vreemde man
- 2011 : Antwerpen Centraal
- 2014 : N: The Madness of Reason (aussi scénariste)

### Comme acteur
- 1974 : Der nackte Mann auf dem Sportplatz
- 1996 : Kondom des Grauens : Joe Baluga
- 1997 : Im Namen der Unschuld : Pfleger
- 2001 : Tyskland år 00

## Récompenses et distinctions
- 2015 : 6e cérémonie des Ensors : N: The Madness of Reason :
  - Meilleur film
  - Meilleur montage pour Nico Leunen
  - Meilleure musique pour Walter Hus
  - Nomination pour l'Ensor de la meilleure photographie